# Ботень (Арджеш)
Ботень, Ботені (рум. Boteni) — село у повіті Арджеш в Румунії. Входить до складу комуни Ботень.
Село розташоване на відстані 112 км на північний захід від Бухареста, 40 км на північний схід від Пітешть, 140 км на північний схід від Крайови, 65 км на південний захід від Брашова.

## Населення
За даними перепису населення 2002 року у селі проживала 1801 особа, усі — румуни. Усі жителі села рідною мовою назвали румунську.